# Transcend
Transcend Information — тайваньская компания, производящая модули оперативной памяти, твердотельные накопители, устройства хранения данных на основе флэш-памяти, внешние жёсткие диски, цифровые плееры и другие мультимедийные устройства и аксессуары.
Компания была основана в 1988 году Питером Шу Чунванем (Peter Shu, 束崇萬), по состоянию на 2024 год он оставался её руководителем и крупнейшим акционером.
Главный офис находится в столице Тайваня городе Тайбэй. Компания имеет отделения в Японии, Германии, Нидерландах, Великобритании, США, Гонконге, Китае.

## Деятельность
Выручка компании за 2022 год составила 12,1 млрд новых тайваньских долларов (394 млн долларов США), её распределение по регионам: Тайвань — 23 %, остальная Азия — 31 %, Европа — 23 %, Америка — 17 %, другие регионы — 6 %.
Наибольшую выручку компания получила в 2007 году — 37,16 млрд новых тайваньских долларов, с тех пор её размер неуклонно снижался.
Transcend заявляет о предоставлении ограниченной пожизненной гарантии на модули памяти, карты памяти SD/MMC/CF и флэш-накопители линейки JetFlash (за некоторыми исключениями).

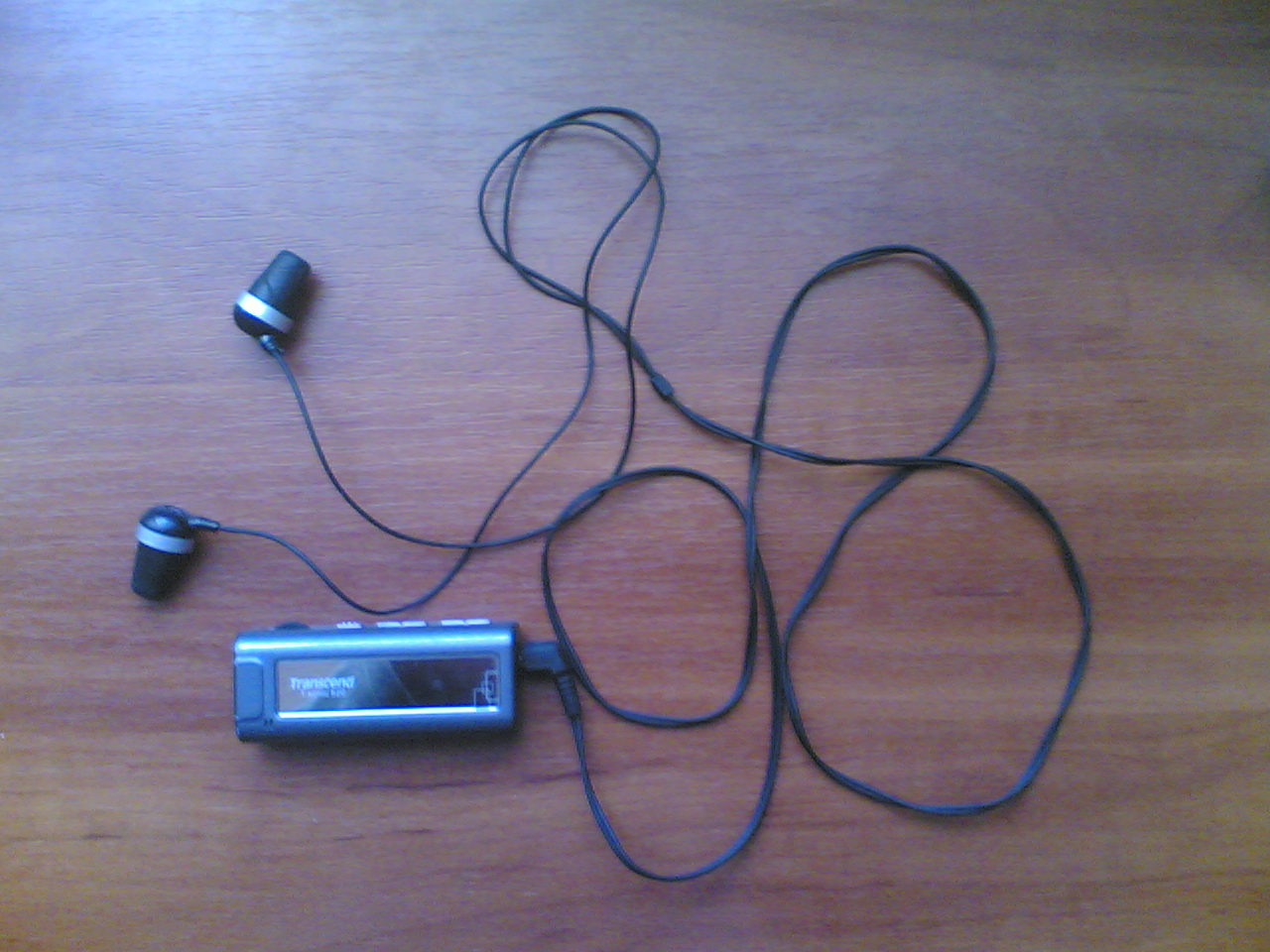
Портативный проигрыватель аудио
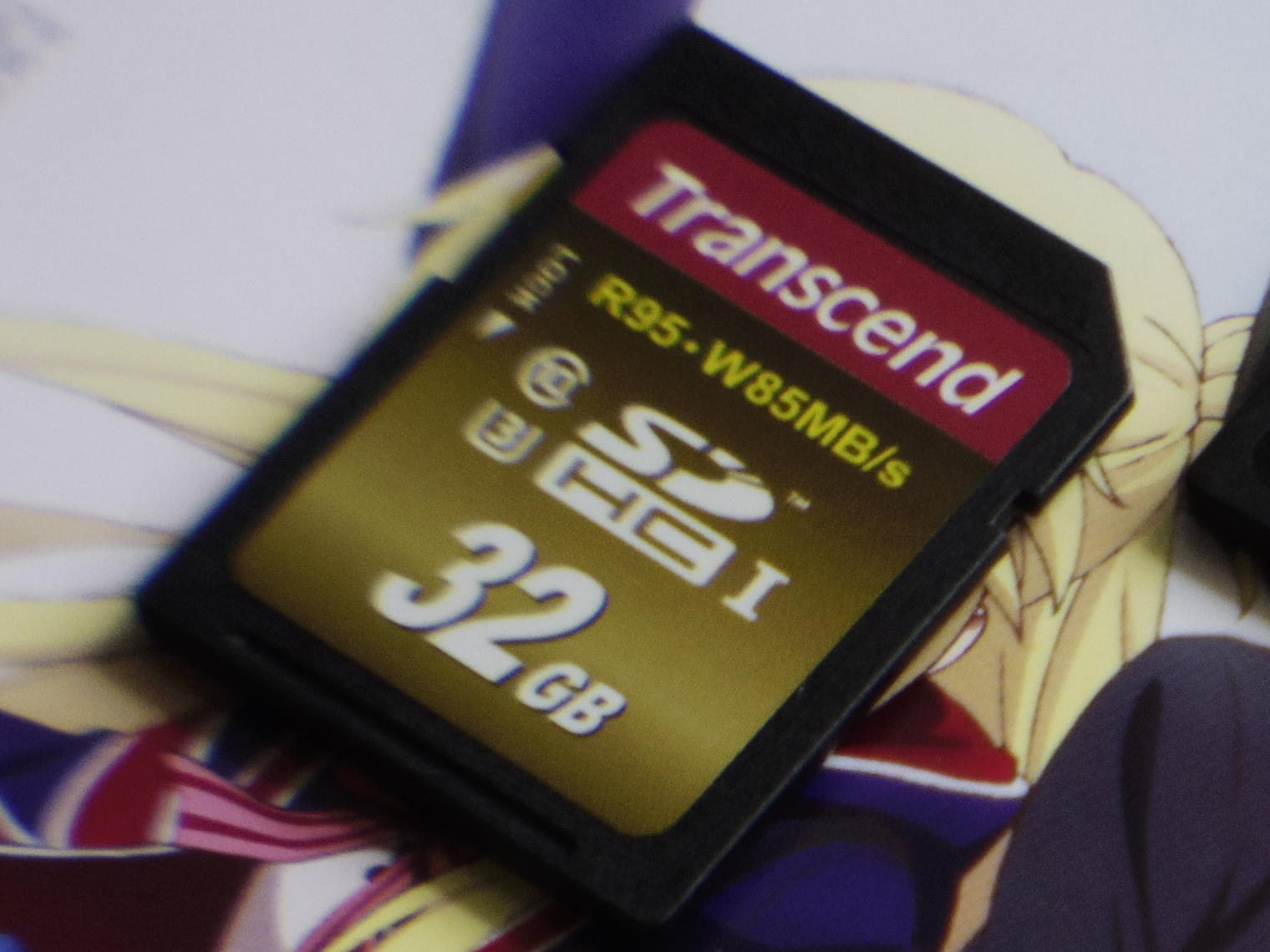
Карта памяти формата Secure Digital
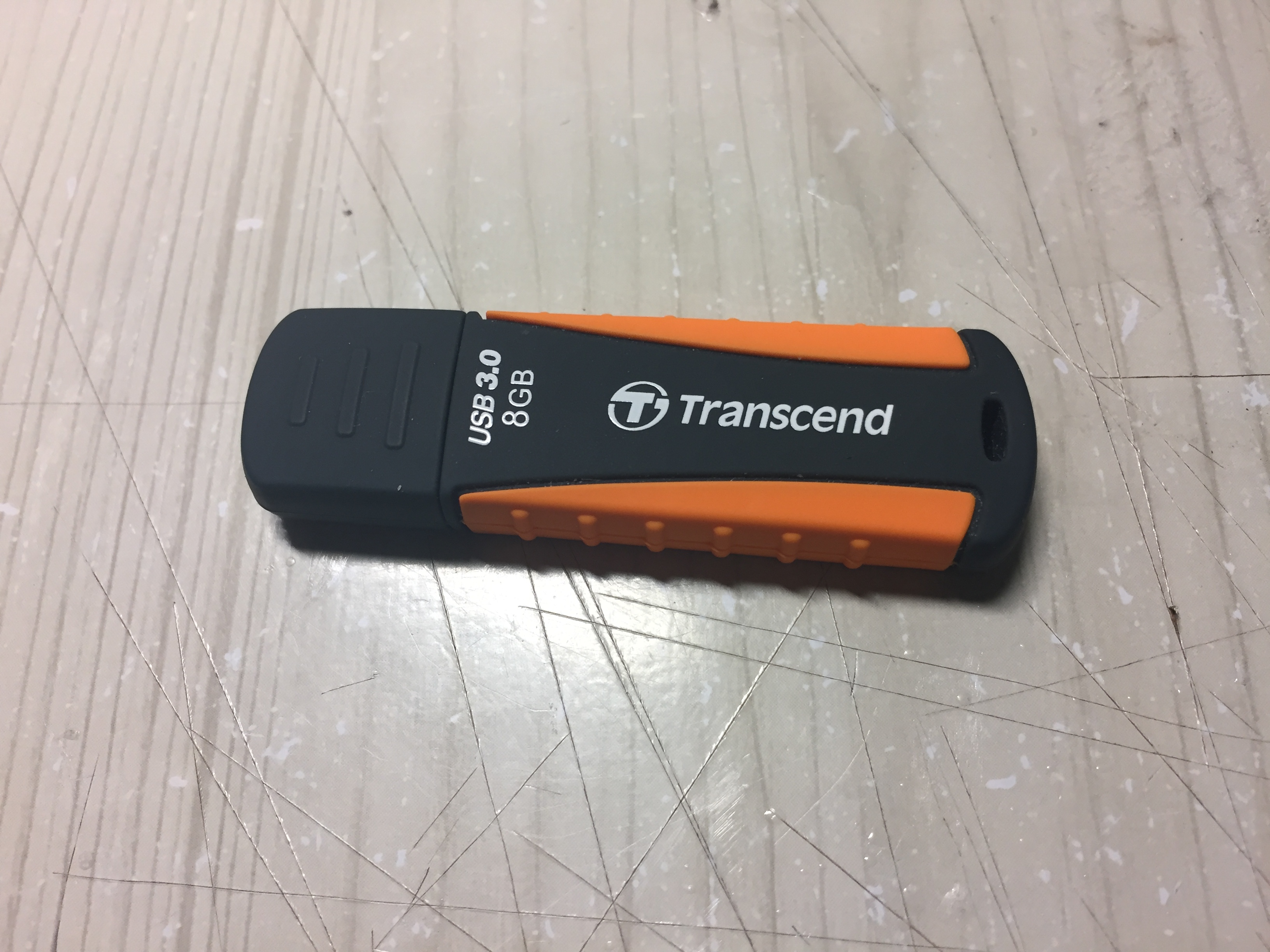
USB-флеш-накопитель Transcend
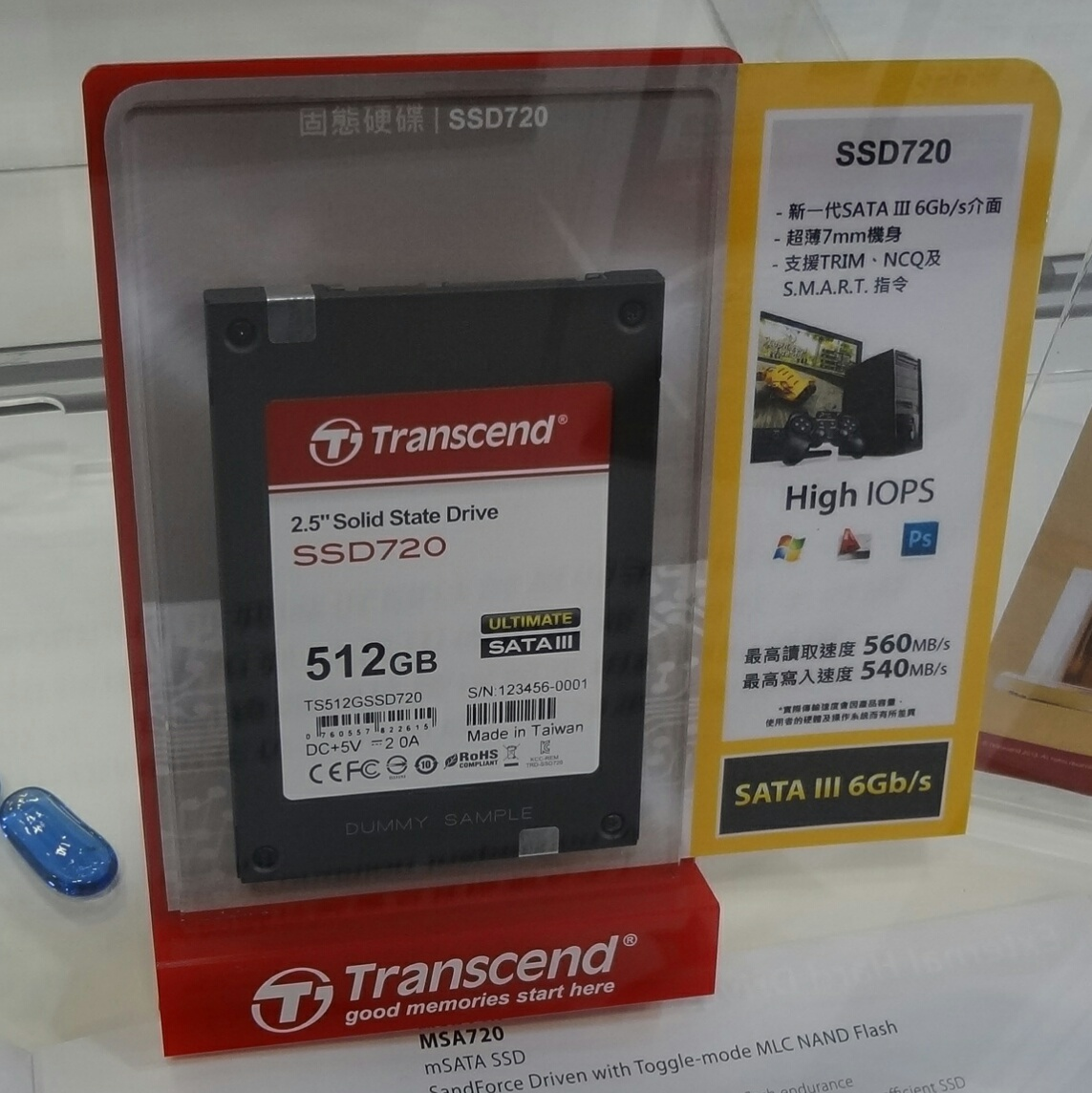
Твердотельный накопитель
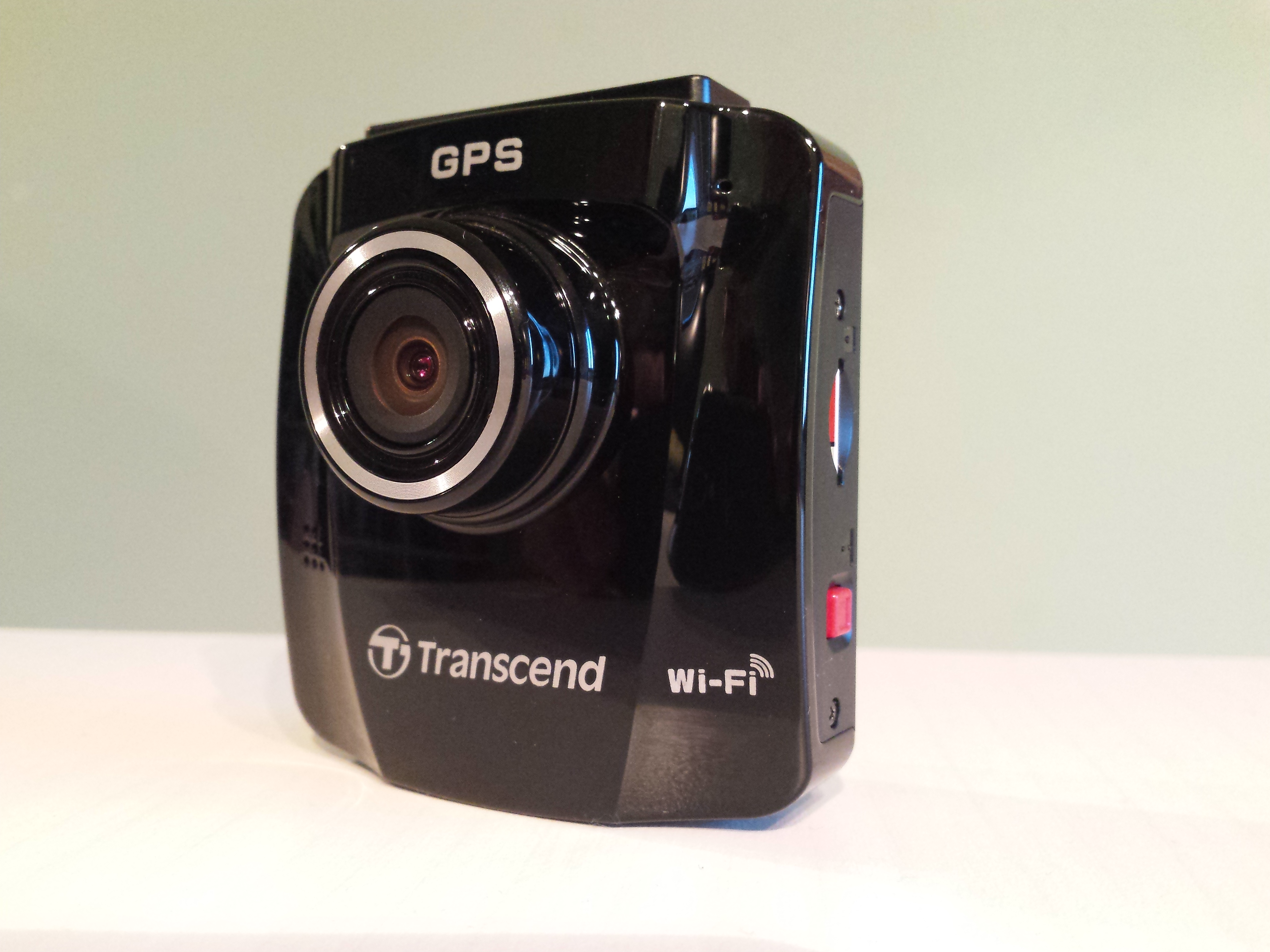
Автомобильный видеорегистратор
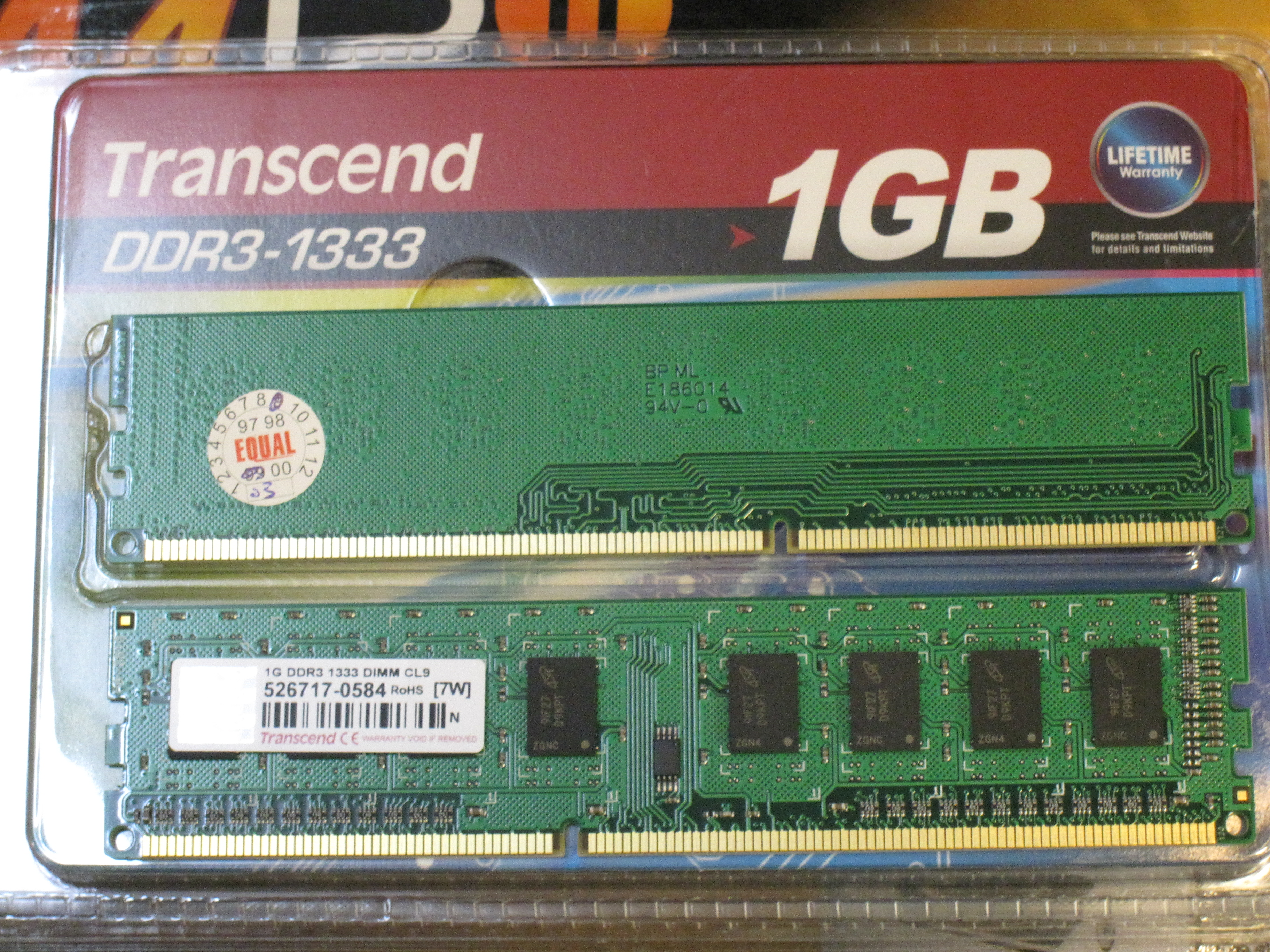
Комплект модулей оперативной памяти DDR 3